# Jedermanns Weib
Jedermanns Weib, auch unter Jedermanns Frau geführt, ist ein österreichischer Stummfilm aus dem Jahr 1924. Regie führte Alexander Korda, der seiner damaligen Ehefrau María Corda die Hauptrolle überantwortete.

## Handlung
Die hübsche, junge Theres Huber verdient sich ihren Lebensunterhalt als Blumenverkäuferin. Ihr Leben als kleines, schmutziges Unterschichtsmädchen erfährt schlagartig eine Wendung, als Herzog Patry Thun mit seinem Freund Robert Wulfen eine Wette eingeht, in deren Mittelpunkt Theres steht. Wie Shaws Eliza Doolittle wird nun Theres zur jungen Dame umerzogen, beginnend mit einem ordentlichen Bad in der Wanne, in der nicht nur der Straßendreck, sondern auch ihr gesamtes bisheriges Leben vom nackten Körper geschrubbt werden soll. 
Schließlich dient der Aristokrat dem Freund die wie perfekt aus dem Ei gepellte und komplett umgemodelte junge Dame als Heiratskandidatin an. Und tatsächlich gehen die ineinander verliebten jungen Leute den Bund der Ehe ein. Doch nachdem Robert von ihrer sozial niedrigen Herkunft erfährt, verstößt er Theres Huber wieder. Doch Herzog Patry gibt nicht so schnell auf. Er lässt sich einen cleveren Trick einfallen und bringt die beiden für einander Bestimmten wieder zusammen.

## Produktionsnotizen
Jedermanns Weib entstand in Wien und wurde dort am 19. September 1924 uraufgeführt. Ein Schulverbot (= Jugendverbot) wurde erlassen. Der sechsaktige Film besaß eine Länge von gut 2420 Metern Länge.
Die Bauten schuf Julius von Borsody, Karl Hartl war Regieassistent.

## Kritiken
Wiens Neue Freie Presse berichtete in ihrer Ausgabe vom 23. September 1924: „Maria Corda, der weiblichen Hauptdarstellerin, muß nachgerühmt werden, dass sie als schlecht angezogenes, linkisches und verschüchtertes Kind der Straße ebenso drollig und rührend wirkt, wie später in der ganzen Aufmachung der Dame von Welt eigenartig reizvoll und dekorativ. […] Flott in der Handlung, gut gespielt und hübsch ausgestattet, enthält dieser Film eigentlich alles, was das Publikum von einem Kinostück eigentlich verlangt.“
In Paimann’s Filmlisten ist zu lesen: „Das ziemlich erotische Sujet ist sehr packend und durchaus spannend gearbeitet. Die Darstellung in allen Rollen vorzüglich, Aufmachung und Photos auf der Höhe.“